# Conotrachelus squalidus
Conotrachelus squalidus – gatunek chrząszcza z rodziny ryjkowcowatych.

## Zasięg występowania
Ameryka Południowa, występuje w Argentynie, Boliwii, Brazylii, Paragwaju oraz w Peru.

## Budowa ciała
Przednia krawędź pokryw znacznie szersza od przedplecza. Przedplecze prostokątne w zarysie w tylnej części, z przodu znacznie zwężone. Całe ciało pokryte rzadkimi kępkami długiej, jasnej szczecinki.
Ubarwienie ciała jasnobrązowe.